# South Lake Tahoe
South Lake Tahoe est une municipalité du comté d'El Dorado, en Californie, aux États-Unis, située dans la Sierra Nevada, sur la rive sud du lac Tahoe, le plus grand lac alpin d'Amérique du Nord. Elle comptait 23 609 habitants au recensement effectué en 2000.

## Géographie

### Situation
La ville de South Lake Tahoe se situe aux pieds des pistes de la station de ski de Heavenly Valley. Sur les sommets, la neige reste longtemps et il en a été observé jusque mi-juin sur les hauteurs, mais pas assez pour la pratique des sports d'hiver. Une télécabine permet de se rendre au sommet même en été. De nombreuses activités se pratiquent toute l'année : ski, snowboard, luges, etc., quand la neige le permet ; mais aussi le parachute ascensionnel, ski nautique, tubing ou nautisme en été. La frontière avec le Nevada se trouvant presque dans la ville, plusieurs casinos sont accessibles même à pied.
South Lake Tahoe se trouve à quatre heures de route de San Francisco via la U.S. Route 50 à partir de Sacramento, ce qui permet de traverser des paysages et climats variés.

### Démographie
| Groupe            | South Lake Tahoe | Californie | États-Unis |
| ----------------- | ---------------- | ---------- | ---------- |
| Blancs            | 73,5             | 57,6       | 72,4       |
| Autres            | 15,1             | 17,0       | 6,2        |
| Asiatiques        | 5,5              | 13,1       | 4,8        |
| Métis             | 3,7              | 4,9        | 2,9        |
| Afro-Américains   | 0,9              | 6,2        | 12,6       |
| Amérindiens       | 1,1              | 1,0        | 0,9        |
| Océaniens         | 0,2              | 0,4        | 0,2        |
| Total             | 100              | 100        | 100        |
|                   |                  |            |            |
| Latino-Américains | 31,1             | 37,6       | 16,7       |

Selon l'American Community Survey, pour la période 2011-2015, 67,09 % de la population âgée de plus de 5 ans déclare parler anglais à la maison, alors que 26,46 % déclare parler l'espagnol, 2,83 % le tagalog et 3,62 % une autre langue.
| 1970   | 1980   | 1990   | 2000   | 2010   | - |
| ------ | ------ | ------ | ------ | ------ | - |
| 12 921 | 20 681 | 21 586 | 23 609 | 21 403 | - |

### Climat
| Mois                                  | jan.     | fév.     | mars     | avril    | mai      | juin    | jui.    | août    | sep.    | oct.     | nov.     | déc.     | année            |
| ------------------------------------- | -------- | -------- | -------- | -------- | -------- | ------- | ------- | ------- | ------- | -------- | -------- | -------- | ---------------- |
| Température minimale moyenne (°C)     | −7,6     | −7,1     | −4,6     | −2,4     | 0,7      | 3,4     | 5,8     | 5       | 1,9     | −1,6     | −4,8     | −7,8     | −1,6             |
| Température moyenne (°C)              | −0,8     | −0,4     | 2,1      | 4,7      | 8,7      | 12,8    | 16,4    | 15,8    | 12,4    | 7,6      | 2,8      | −0,9     | 6,8              |
| Température maximale moyenne (°C)     | 6        | 6,3      | 8,8      | 11,8     | 16,7     | 22,2    | 26,9    | 26,5    | 23      | 16,8     | 10,5     | 6        | 15,1             |
| Record de froid (°C) date du record   | −29 1993 | −34 1989 | −23 1971 | −18 1975 | −14 1974 | −6 1988 | −4 1976 | −4 1973 | −7 1984 | −13 2019 | −23 2010 | −34 1972 | −34 1989 et 1972 |
| Record de chaleur (°C) date du record | 19 2015  | 18 2015  | 22 2015  | 24 1981  | 29 2008  | 33 2021 | 37 1988 | 36 1981 | 34 1988 | 29 1988  | 22 2020  | 18 2008  | 37 1988          |
| Précipitations (mm)                   | 71,4     | 95,3     | 72,9     | 32,3     | 33,5     | 14      | 9,9     | 9,1     | 7,1     | 36,3     | 49,3     | 88,6     | 517,2            |
| dont neige (cm)                       | 77,5     | 46       | 44,5     | 17,5     | 4,6      | 0,3     | 0       | 0       | 0       | 1,3      | 16       | 24,6     | 232,3            |
| Nombre de jours avec précipitations   | 8,6      | 8,6      | 10       | 8,5      | 7,4      | 2,5     | 2,2     | 1,5     | 2,3     | 5,3      | 7,3      | 10,4     | 74,6             |
| Nombre de jours avec neige            | 6        | 5,5      | 6,7      | 3,4      | 1,5      | 0,1     | 0       | 0       | 0       | 0,3      | 4,8      | 5,4      | 33,7             |

| Diagramme climatique                                  |             |             |              |             |           |            |          |          |              |              |           |
| J                                                     | F           | M           | A            | M           | J         | J          | A        | S        | O            | N            | D         |
| 6−7,671,4                                             | 6,3−7,195,3 | 8,8−4,672,9 | 11,8−2,432,3 | 16,70,733,5 | 22,23,414 | 26,95,89,9 | 26,559,1 | 231,97,1 | 16,8−1,636,3 | 10,5−4,849,3 | 6−7,888,6 |
| Moyennes : • Temp. maxi et mini °C • Précipitation mm |             |             |              |             |           |            |          |          |              |              |           |